# Denis O'Hare
Denis Patrick Seamus O'Hare (sinh ngày 17 tháng 1 năm 1962) là một diễn viên Mỹ.

## Sự nghiệp

### Truyền hình
| Năm  | Tên phim                          | Vai diễn | Ghi chú |
| ---- | --------------------------------- | -------- | ------- |
| 2021 | Truyện kinh dị Mỹ: Hai câu chuyện |          |         |